# Ламберт (Оклахома)
Ламберт (англ. Lambert) — місто (англ. town) в США, в окрузі Алфалфа штату Оклахома. Населення — 5 осіб (2020).

## Географія
Ламберт розташований за координатами 36°41′0″ пн. ш. 98°25′25″ зх. д. / 36.68333° пн. ш. 98.42361° зх. д. (36.683205, -98.423742).  За даними Бюро перепису населення США в 2010 році місто мало площу 0,30 км², уся площа — суходіл.

## Демографія
Згідно з переписом 2010 року, у місті мешкало 6 осіб у 3 домогосподарствах у складі 3 родин. Густота населення становила 20 осіб/км².  Було 6 помешкань (20/км²).
Расовий склад населення:
| - 100,0 % — білих |

До двох чи більше рас належало 0,0 %. Частка іспаномовних становила 0,0 % від усіх жителів.
За віковим діапазоном населення розподілялося таким чином: 0,0 % — особи молодші 18 років, 33,3 % — особи у віці 18—64 років, 66,7 % — особи у віці 65 років та старші. Медіана віку мешканця становила 69,0 року. На 100 осіб жіночої статі у місті припадало 100,0 чоловіків;  на 100 жінок у віці від 18 років та старших — 100,0 чоловіків також старших 18 років.
Цивільне працевлаштоване населення становило 9 осіб. Основні галузі зайнятості: сільське господарство, лісництво, риболовля — 77,8 %, науковці, спеціалісти, менеджери — 22,2 %.